# Врана (филм из 1994)
Врана (енгл. The Crow) амерички је суперхеројски филм из 1994. Режију потписује Алекс Пројас, по сценарију Дејвида Џеја Шоуа и Џона Ширлија. Темељи се на истоименом серијалу стрипова Џејмса О’Бара. Брендон Ли, у својој последњој улози, тумачи Ерика Дрејвена, васкрслог музичара који тражи освету против банде која је убила њега и његову вереницу.
Ли је током снимања рањен пиштољем, након чега је подлегао ранама. Пошто је снимио већину својих сцена, филм је довршен помоћу преправки сценарија, двојника и специјалних ефеката. Након Лијеве смрти, Paramount Pictures је одустао од дистрибуције и права је стекао Miramax Films. Филм је посвећен Лију и његовој вереници Елајзи Хатон.
Приказан је 13. маја 1994. у Сједињеним Америчким Државама. Добио је позитивне рецензије критичара и зарадио 94 милиона долара. Временом је стекао статус култног филма. Успех филма довео је до медијске франшизе коју чини четири наставка: Врана 2: Град анђела, Врана 3: Спасење и Врана 4: Опака молитва. Наставци, који су углавном приказивали различите ликове и никога од првобитних чланова глумачке екипе, нису успели да парирају успеху првог филма. Римејк филма биће приказан 2024.

## Радња
Људи су некада веровали како, кад неко умре, врана односи његову душу у земљу мртвих. Али, понекад, врана може вратити душу како би се исправила неправда. На Ђавољу ноћ (30. октобар) — уочи Ноћи вештица, банда Топа Долара убија рок гитаристу Ерика Дрејвена и његову вереницу Шели. Годину дана касније Ерик устаје из гроба. Ђавоља ноћ ће бити његова ноћ освете.

## Улоге
| Глумац             | Улога                |
| ------------------ | -------------------- |
| Брендон Ли         | Ерик Дрејвен / Врана |
| Рошел Дејвис       | Сара Мор             |
| Ерни Хадсон        | Дарил Албрехт        |
| Мајкл Винкот       | Топ Долар            |
| Бај Линг           | Мајка                |
| Софија Шинас       | Шели Вебстер         |
| Ана Левин          | Дарла Мор            |
| Дејвид Патрик Кели | Ти-Берд              |
| Ејнџел Дејвид      | Шенк                 |
| Лоренс Мејсон      | Тин Тин              |
| Мајкл Маси         | Фанбој               |
| Тони Тод           | Грејнџ               |
| Џон Полито         | Гидеон               |
| Бил Рејмонд        | Мики                 |
| Марко Родригез     | детектив Торес       |